# Dakoda Brookes
Dakoda Brookes (Anniston, 9 de noviembre de 1988) es una actriz pornográfica estadounidense.

## Biografía
Nacida en Alabama y criada en Georgia y Florida, comenzó su carrera en la industria pornográfica en 2008, a los 19 años de edad. 
Entró en ella por casualidad: cuando su entonces novio le fue infiel, ella decidió hacer una escena de sexo oral por venganza, y le acabó gustando.
Ella afirma que su novio había sido su única pareja sexual antes de filmar su primera escena, y que perdió su virginidad con él sólo un año antes. Para comenzar su carrera en el cine adulto, se tuvo que mudar desde Miami a Los Ángeles.
Desde entonces, Brookes fue portada de la revista Hustler, además de ser nominada para los premios XRCO en la categoría Cream Dream y F.A.M.E. para Favorite Female Rookie, entre otros.

## Premios y nominaciones
- 2009: AVN Award – Best Solo Sex Scene – Angel Face — nominada[3]
- 2009: VOD Awards – Best Newcomer — nominada[4]
- 2009: XRCO Awards – Cream Dream — nominada[5]
- 2009: XBIZ Award – New Starlet of the Year — nominada[6]
- 2009: FAME Awards – Favorite Female Rookie[7]
- 2010: AVN Award – Best Double Penetration Sex Scene – Slut Puppies 3 — nominada[8]